# Peter Fleming (escritor)
Robert Peter Fleming (Londres, Reino Unido, 31 de mayo de 1907 - Black Mount, Reino Unido, 18 de agosto de 1971), fue un aventurero, soldado y escritor de viajes británico. Era el hermano mayor de Ian Fleming, creador de James Bond.
Se dio a conocer, en particular, por la publicación de libros de viajes, centrados principalmente en América del Sur y Asia.